# Alfred Preissler
Pour les articles homonymes, voir Preissler.
Alfred Preissler, né le 9 avril 1921 et mort le 15 juillet 2003, est un footballeur puis entraîneur allemand qui évoluait au poste d'attaquant dans les années 1940-1950.
Il est à ce jour le meilleur buteur de l’histoire du Borussia Dortmund, club avec lequel il remporte l’unique trophée de sa carrière.

## Biographie

### Carrière de joueur
Alfred Preissler joue en faveur des clubs du MSV Duisbourg, du Borussia Dortmund, et du Preußen Münster.
Il remporte deux titres de champion d'Allemagne avec le Borussia Dortmund.
Il joue avec le Borussia Dortmund, 10 matchs en Coupe d'Europe des clubs champions, inscrivant 8 buts. Il est quart de finaliste de la Coupe d'Europe des clubs champions en 1958, en étant battu par le club italien du Milan AC. Preissler inscrit un but lors du match retour, mais cela s'avère insuffisant pour se qualifier.
Il dispute deux matches avec l'équipe d'Allemagne en 1951. Il reçoit sa première sélection le 23 septembre 1951 contre l'Autriche (victoire 0-2 à Vienne). Il joue son second match le 17 octobre 1951 contre la république d'Irlande (défaite 3-2 à Dublin). Il s'agit de deux matchs amicaux.

### Carrière d'entraîneur
Après sa carrière de joueur, il entraîne de nombreux clubs en Allemagne. 
Il dirige les joueurs du MSV Duisbourg de 1944 à 1945, alors qu'il est encore joueur. Puis il dirige le Borussia Neunkirchen de 1960 à 1962. Il entraîne ensuite le FK Pirmasens de 1962 à 1965, le Wuppertaler SV de 1965 à 1967, et le Rot-Weiss Oberhausen de 1968 à 1971. Il dirige ensuite de nouveau le Borussia Neunkirchen de 1971 à 1973, et entraîne une dernière saison le Rot-Weiss Oberhausen, en 1974-1975.

## Palmarès
- Champion d'Allemagne en 1956 et 1957 avec le Borussia Dortmund